# Ђезуалдо
Ђезуалдо (итал. Gesualdo) је насеље у Италији у округу Авелино, региону Кампанија.
Према процени из 2011. у насељу је живело 2004 становника. Насеље се налази на надморској висини од 683 м.

## Становништво
| 1951. | 1961. | 1971. | 1981. | 1991. | 2001. | 2011. |
| ----- | ----- | ----- | ----- | ----- | ----- | ----- |
| 6.511 | 5.357 | 4.276 | 3.871 | 4.061 | 3.829 | 3.603 |

## Партнерски градови
- Venosa